# 台湾府铸钱局

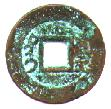
康熙通寶背穿左满文（tai），穿右汉文“臺”

台湾府铸钱局，或称台湾府铸局、台湾铸钱局、台湾府局，清代康熙年间在福建省台湾府设立的铸钱局，铸行有背满汉“台”字的“康熙通宝”铜钱。
清朝康熙二十七年（公元1688年），福建巡撫張仲舉以臺灣所用南明永曆年號的錢文甚多，上疏申请设立“福建台湾府铸钱局”。康熙二十八年（公元1689年），获得清廷批准。据《清圣祖实录》记载，台湾府开炉鼓铸始于康熙二十八年四月二十六日。
于是台湾府铸钱局开炉鼓铸，收買舊錢銷毀改鑄“康熙通宝”背满汉文“台”字制钱，该钱又被称为「康熙通寶臺字錢」、「臺錢」、「小臺錢」、「小臺紅錢」、「小制錢」等。该幣的正面有「康熙通寶」四字，背面為使用滿文與漢文兩種文字書寫的「臺」字。台湾府所铸造的康熙通宝钱要比其他铸钱局所铸的略小，重量也轻，每贯计重不足6斤，每三文仅值内地制钱二文。台湾府铸钱局於康熙三十一年即停铸，仅铸造三年，所铸的钱币主要通过发放驻台官兵的军饷流入市场。
尽管清政府曾明确规定白银一两兑换制钱1000文，但基本上没有严格执行过，商品货币流通领域的银钱比价总是随行就市上下波动。小钱发行之初，因重量轻，每1500—1600文才可兑换白银一两，乾隆年间受全国性钱荒影响，钱价高企，每两白银可兑换小钱渐减至一千有零，至乾隆四年六月间，仅可换小钱812文。
为解决铜钱的短缺，经闽浙总督郝玉麟请奏，由省城福州城内的宝福局铸造“乾隆通宝”钱运往台湾搭放官兵军饷，此后乾隆年间台湾兵饷钱均由福州省城鼓铸运往，由宝福局铸造钱币供应台湾成为一种制度。尽管乾隆通宝和之后的咸丰通宝等钱均有背“台”字的，但是刘敬扬、王增祥等很多钱币学家都认为是由其他铸钱局代铸。